# دانيال غونسالفيس
دانيال غونسالفيس (بالبرتغالية: Daniel Rosendo Gonçalves‏) هو مدرب كرة قدم ومدرب رياضي برتغالي، ولد في 30 ديسمبر 1982.